# Kfar Gid'on
Kfar Gid'on (hebrejsky כְּפַר גִּדְעוֹן, doslova "Gid'onova vesnice", anglicky Kfar Gidon, v oficiálním seznamu sídel Kefar Gid'on) je vesnice typu mošav v Izraeli, v Severním distriktu, v Oblastní radě Jizre'elské údolí.

## Geografie
Leží v nadmořské výšce 94 metrů v rovinaté centrální části Jizre'elského údolí, které dál k východu plynule přechází do údolí Bik'at Ksulot, v oblasti s intenzivním zemědělstvím. Východně od obce prochází vádí Nachal Adašim, do kterého tu od východu ústí vádí Nachal Tevet.
Vesnice se nachází cca 3 kilometry severně od města Afula, 4 kilometry jihovýchodně od města Migdal ha-Emek, cca 80 kilometrů severovýchodně od centra Tel Avivu a cca 33 kilometrů jihovýchodně od centra Haify. Kfar Gid'on obývají Židé, přičemž osídlení v tomto regionu je převážně židovské. Aglomerace Nazaretu, kterou obývají převážně izraelští Arabové, ale začíná jen cca 4 kilometry severním směrem.
Kfar Gid'on je na dopravní síť napojen pomocí severojižní dálnice číslo 60 Afula-Nazaret, která prochází přímo obcí a dělí ji na dvě poloviny.

## Dějiny
Kfar Gid'on byl založen v roce 1923. Pojmenován je podle biblického soudce Gideona. Zakladateli osady byli židovští, nábožensky orientovaní přistěhovalci ze Sedmihradska, kteří do tehdejší mandátní Palestiny přišli v rámci třetí aliji. Zpočátku osada trpěla nedostatkem zkušeností jejích obyvatel se zemědělstvím. Chyběla také dostupnost vody. Nejdříve přebývali v opuštěné arabské osadě Tel Adas, potom se přesunuli do nynější lokality ale stále jen do provizorních ubikací. Ve vesnici po těchto prvotních obtížích zůstalo pouze 10 rodin.
Roku 1949 měl Kfar Gid'on 90 obyvatel a rozlohu katastrálního území 3600 dunamů (3,6 kilometrů čtverečních).
Po vzniku státu Izrael se obyvatelé Kfar Gid'on snažili přilákat do mošavu nové obyvatele. Jenže zatímco stávající osadníci patřili do hnutí Mizrachi orientované na náboženský sionismus, nově příchozí patřili k ultraortodoxním Židům. Mezi oběma komunitami docházelo k rozporům a roku 1956 se proto mošav rozdělil na dvě samostatné obce: ultraortodoxní Kfar Gid'on a méně nábožensky konzervativní Talmej Gid'on (תלמי גדעון). Téměř 50 let pak obě komunity existovaly vedle sebe. Teprve počátkem 21. století došlo k jejich opětovnému sjednocení.
V Kfar Gid'on fungují zařízení předškolní péče o děti. Základní škola je v obci Ginegar. Ekonomika obce je zčásti založena na zemědělství. Část obyvatel dojíždí za prací mimo obec.

## Demografie
Obyvatelstvo mošavu Kfar Gid'on je smíšené, tedy sekulární i nábožensky založené. Podle údajů z roku 2013 tvořili naprostou většinu obyvatel v Kfar Gid'on Židé (včetně statistické kategorie "ostatní", která zahrnuje nearabské obyvatele židovského původu ale bez formální příslušnosti k židovskému náboženství).
Jde o menší sídlo vesnického typu s dlouhodobě rostoucí populací. K 31. prosinci 2013 zde žilo 298 lidí. Během roku 2013 populace vzrostla o 3,5 %.
| Rok            | 1948 | 1949 | 1961 | 1972 | 1983 | 1995 | 2001 | 2003 | 2004 | 2005 | 2006 | 2007 | 2008 | 2009 | 2010 | 2011 | 2012 | 2013 |
| -------------- | ---- | ---- | ---- | ---- | ---- | ---- | ---- | ---- | ---- | ---- | ---- | ---- | ---- | ---- | ---- | ---- | ---- | ---- |
| Počet obyvatel | 102  | 90   | 194  | 125  | 124  | 193  | 175  | 209  | 199  | 214  | 221  | 222  | 214  | 284  | 268  | 276  | 288  | 298  |